# Bila Cerkva
Bila Cerkva (in ucraino Біла Церква?, in russo Белая Церковь?, Belaja Cerkov'), è una città ucraina (207 273 abitanti), nel distretto di Bila Cerkva, nell'oblast' di Kiev. Ospita l'amministrazione della comunità territoriale di Bila Cerkva, una delle comunità territoriali dell'Ucraina.
Fino al 18 luglio 2020 Bila Cerkva costituiva una città di rilevanza regionale e fungeva da centro amministrativo del distretto di Bila Cerkva, sebbene non appartenesse al distretto. Come parte della riforma amministrativa dell'Ucraina, che ha ridotto a sette il numero di distretti dell'oblast' di Kiev la città è stata integrata nel distretto di Bila Cerkva.

## Storia
La città fu fondata nel 1032 come Juriev da Jaroslav I di Kiev, il cui nome di battesimo era Juri. Il nome attuale della città, tradotto letteralmente, è "Chiesa bianca" e potrebbe riferirsi alla cattedrale (non più esistente) dipinta di bianco della medievale Juriev. Dal 1363 appartenne al Granducato di Lituania e dal 1569 alla Confederazione polacco-lituana. Alla città fu concesso il diritto di Magdeburgo nel 1620 da Sigismondo III Vasa. Il trattato di Bila Cerkva tra la Confederazione polacco-lituana e i ribelli cosacchi ucraini sotto Bohdan Chmel'nyc'kyj fu firmato qui nel 1651.